# Alvações do Corgo
Alvações do Corgo es una freguesia portuguesa del concelho de Santa Marta de Penaguião, con 4,22 km² de superficie y 575 habitantes (2001). Su densidad de población es de 136,3 hab/km².